# Paul Cartledge
Paul Anthony Cartledge (24 de març de 1947) és un acadèmic britànic especialista en història antiga. Del 2008 al 2014 ha estat AG Leventis Professor of Greek Culture a la Universitat de Cambridge. Anteriorment va ser professor d'història de Grècia a Cambridge.

## Vida personal
Cartledge està casat amb Judith Portrait, qui actua com a fideïcomissària de part de l'accionariat de la família Sainsbury.
A l'agost de 2014, Cartledge va ser una de les 200 figures públiques signants d'una carta a The Guardian que es van oposar a la independència escocesa en el període previ al referèndum de setembre d'aquell any.

## Publicacions
- Aristophanes and His Theatre of the Absurd (1989), Duckworth. ISBN 1-85399-114-7
- Nomos: Essays in Athenian Law, Politics and Society (1991), Cambridge University Press. ISBN 0-521-37022-1
- Spartan Reflections, una col·lecció d'assaigs nous i revisats (Duckworth, 2001), ISBN 0-7156-2966-2
- Sparta and Lakonia (2a edició. 2002).
- Hellenistic and Roman Sparta (rev. edns 2002), (amb A. Spawforth).
- The Greeks: A Portrait of Self and Others (2nd edició, 2002), producte de la investigació de l'autodefinició grega.
- Kosmos: essays in Order, Conflict and Community in Classical Athens  (coautor Paul Millett; (2002), Cambridge University Press. ISBN 0-521-52593-4
- The Spartans: An Epic History (2na edició, 2003).
- Alexander the Great: The Hunt for a New Past (2004).
- Helots and Their Masters in Laconia and Messenia: Histories, Ideologies, Structures (2004), Center for Hellenic Studies. ISBN 0-674-01223-2
- Thermopylae: The Battle That Changed the World (2006), The Overlook Press. ISBN 1-58567-566-0
- Ancient Greek Political Thought in Practice (2009), Cambridge University Press. ISBN 978-0-521-45455-1
- Ancient Greece: A History in Eleven Cities, (2009), Oxford University Press. ISBN 978-0-191-57157-2
- Democracy: A Life (2016), Oxford University Press. ISBN 978-0-199-83745-8
- Thebes: The Forgotten City of Ancient Greece (2020), Picador. ISBN 978-1509873166